# Leichtathletik-Weltmeisterschaften 2022/Teilnehmer (Sri Lanka)
| Gelbes Symbol für Goldmedaillen mit stilisierten Olympischen Ringen | Graues Symbol für Silbermedaillen mit stilisierten Olympischen Ringen | Braundes Symbol für Bronzemedaillen mit stilisierten Olympischen Ringen |
| ------------------------------------------------------------------- | --------------------------------------------------------------------- | ----------------------------------------------------------------------- |
| –                                                                   | –                                                                     | –                                                                       |

Der Leichtathletikverband von Sri Lanka nahm an den Leichtathletik-Weltmeisterschaften 2022 in Eugene mit drei Athletinnen und Athleten teil.

## Ergebnisse

### Männer

#### Laufdisziplinen
| Athlet         | Disziplin | Vorlauf | Vorlauf | Halbfinale | Halbfinale | Finale | Finale |
| Athlet         | Disziplin | Zeit    | Platz   | Zeit       | Platz      | Zeit   | Platz  |
| -------------- | --------- | ------- | ------- | ---------- | ---------- | ------ | ------ |
| Yupun Abeykoon | 100 m     | 10,19 s | 30      | DNQ        | DNQ        | –      | –      |

### Frauen

#### Laufdisziplinen
| Athletin                | Disziplin        | Vorlauf     | Vorlauf | Halbfinale | Halbfinale | Finale | Finale |
| Athletin                | Disziplin        | Zeit        | Platz   | Zeit       | Platz      | Zeit   | Platz  |
| ----------------------- | ---------------- | ----------- | ------- | ---------- | ---------- | ------ | ------ |
| Gayanthika Abeyrathne   | 800 m            | 2:02,35 min | 29      | DNQ        | DNQ        | –      | –      |
| U. K. Nilani Rathnayaka | 3000 m Hindernis | 9:54,10 min | 39      |            |            | DNQ    | DNQ    |